# Pastviště u Fínů
Pastviště u Fínů je národní přírodní památka jihovýchodně od města Sušice v okrese Klatovy. Nachází se přibližně jeden kilometr severně od Albrechtic. Oblast spravuje AOPK ČR Správa CHKO Český les.
Chráněné území zahrnuje strmé terasy Podmokelského potoka s výskytem vzácných a chráněných druhů rostlin. Na zdejších pastvinách roste mimo jiné kriticky ohrožený švihlík krutiklas (Spiranthes spiralis), Pastviště u Fínů je jedním ze dvou míst jeho výskytu v České republice, nebo hořeček český (Gentianella praecox subsp. bohemica). Celkem zde bylo rozpoznáno 261 druhů cévnatých rostlin a 75 druhů živočichů.
Hlavními biotopy této lokality jsou pastviny, rašelinné slatinné loučky a luční prameniště, v ochranné zóně pak vlhké kosené louky, k údržbě památky v odpovídajícím stavu je třeba vypásání a kosení.
Území je zařazeno jako evropsky významná lokalita do systému Natura 2000.